# Xavier Espot Zamora
Pour les articles homonymes, voir Zamora.
Xavier Espot Zamora, né le 30 octobre 1979 à Escaldes-Engordany, est un homme d'État andorran. Ministre des Affaires sociales, de la Justice et des Affaires intérieures d'Andorre entre 2012 et 2019, il est chef du gouvernement depuis le 16 mai 2019.

## Biographie

### Études
Il termine ses études à Barcelone et obtient son diplôme à la faculté de droit de l'École supérieure d'administration et de direction d'entreprises (ESADE). Il complète son cursus d'une maîtrise en droit à la même faculté et obtient son diplôme en sciences humaines de l'université Raymond-Lulle.

### Carrière professionnelle
Entre septembre 2004 et juin 2008, il est secrétaire de la Batllia d'Andorre (organe juridictionnel de première instance) et, entre juillet et décembre 2008, secrétaire de la Cour de justice d'Andorre. En 2009, il travaille au tribunal de grande instance de Toulouse, en France, et au tribunal de première instance de Barcelone. Avant de rejoindre le gouvernement, il est juge civil d'Andorre. 

### Carrière politique
En 2011, il entre au gouvernement d'Andorre, dirigé par Antoni Martí Petit en qualité de secrétaire d'État à la Justice et aux Affaires intérieures, sous le mandat ministériel de Marc Vila Amigó. En 2012, il devient ministre de la Justice et de l'Intérieur. En janvier 2016, il prend également en charge le portefeuille des Affaires sociales, où il succède à Rosa Ferrer.
Tête de liste des Démocrates pour Andorre lors des élections législatives de 2019 où son parti arrive en tête, il est élu chef du gouvernement le 16 mai par le Conseil général en obtenant 17 voix contre 7. Il forme un gouvernement de coalition entre son parti, les libéraux et les Citoyens engagés. 
Il est réélu à la tête du gouvernement le 10 mai 2023 à la suite des élections législatives de 2023 remportées une nouvelle fois par les Démocrates pour Andorre. Il forme un nouveau gouvernement avec les Citoyens engagés.

## Décorations
- Grand-croix de l'Ordre de Charlemagne, Principauté d'Andorre (2024)
- Commandeur de la Légion d'honneur (2025)[2]

- Grand-croix de l'Ordre de Sainte-Agathe, République de Saint-Marin (2021)